# Gene Deitch
Gene Deitch właśc. Eugene Merril Deitch (ur. 8 sierpnia 1924 w Chicago, zm. 16 kwietnia 2020 w Pradze) – amerykański reżyser filmowy oraz animator, twórca Munro, nagrodzonego w 1961 r. Oscarem dla najlepszego animowanego filmu krótkometrażowego.

## Życiorys
Deitch urodził się w 1924 r. w Chicago. Pod koniec lat 40. i na początku lat 50. dwukrotnie został nagrodzony Złotym Medalem Art Directors Club of New York za najlepsze animacje reklamowe. Prace te znalazły się następnie w nowojorskim Museum of Modern Art. Począwszy od 1955 r. pracował w studio Terrytoons należącym do 20th Century Fox (m.in. seria Tom Terrific).
W 1959 r. przyjechał do Pragi z zamiarem pozostania na 10 dni. Poznawszy jednak swoją przyszłą żonę, Zdeňkę Najmanovą osiadł w Czechosłowacji na stałe. Para pobrała się w 1964 roku.
W latach 1968–1993 tworzył dla wytwórni Weston Woods. Ponadto reżyserował 12 odcinków Toma i Jerry’ego dla Metro-Goldwyn-Mayer czy kilka odcinków Popeye’a. Za krótkometrażowy film animowany Munro został w 1961 r. nagrodzony Oscarem. Do tej samej nagrody nominowany był także w roku 1964 – za dwie odrębne animacje: Here’s Nudnik (Nudnik #2) oraz How to Avoid Friendship. Współprodukował także film Sidney’s Family Tree nominowany w roku 1958.
Choć jak sam wspominał, czechosłowacka cenzura nigdy nie ingerowała w jego twórczość, to jednak animacja Obří (Olbrzymi) z 1969 r. postrzegana jako krytyka inwazji wojsk Układu Warszawskiego podczas Praskiej Wiosny przez 20 lat nie była w kraju wyświetlana. Swoje wspomnienia z komunistycznej Czechosłowacji, a następnie z czasów po aksamitnej rewolucji Deitch zebrał w książce pt. „Z lásky k Praze” (Z miłości do Pragi).
Zmarł 16 kwietnia 2020 r. w wieku 95 lat we własnym mieszkaniu na praskiej Malej Stranie. Pozostawił żonę i trzech synów z pierwszego małżeństwa, spośród których wszyscy byli rysownikami i ilustratorami.

## Filmografia
Animowane filmy krótkometrażowe, animowane seriale TV, seriale dokumentalne oraz inne filmy, których reżyserem bądź współreżyserem był Gene Deitch:

- 1947: Wings for Roger Windsock
- 1949:
  - The Mite Box
  - Building Friends for Business
- 1950: Tom i Jerry – animowany serial TV
- 1954:
  - Howdy Doody and His Magic Hat
  - Pump Trouble
- 1957:
  - Topsy TV
  - The Bone Ranger
  - Gaston Is Here
  - A Bum Steer
  - Shove Thy Neighbor
  - Gag Buster
  - Clint Clobber's Cat
  - Flebus
  - It’s a Living
  - Tom Terrific – animowany serial TV
  - Depth Study
- 1958:
  - Gaston's Baby
  - The Juggler of Our Lady
  - Springtime for Clobber
  - Gaston, Go Home
  - Sick, Sick Sidney
  - Dustcap Doormat
  - Camp Clobber
  - Old Mother Clobber
  - Gaston's Easel Life
  - Signed, Sealed, and Clobbered
  - Sidney's Family Tree
- 1959:
  - Clobber's Ballet Ache
  - The Tale of a Dog
  - The Flamboyant Arms
  - Another Day, Another Doormat
  - Foofle's Train Ride
  - Gaston's Mama Lisa
  - The Fabulous Firework Family
- 1960–1962: Popeye – animowany serial TV (28 odcinków)
- 1961:
  - Munro (nagrodzony Oscarem)
  - Switchin' Kitten
  - Down and Outing
  - It's Greek to Me-ow!
  - The Frowning Prince
- 1962:
  - Zestaw do kreskówek Toma i Jerry’ego
  - High Steaks
  - Samson Scrap and Delilah
  - Mouse Into Space
  - Landing Stripling
  - Calypso Cat
  - Dicky Moe
  - Tall in the Trap
  - Anatole
  - Sorry Safari
  - Buddies... Thicker Than Water
  - Carmen Get It!
  - Self Defense... for Cowards
  - How to Win on the Thruway
- 1963:
  - Krazy Kat - animowany serial TV (34 odcinki)
  - How to Live with a Neurotic Dog – pełnometrażowy film fabularny
  - The Frozen Logger
- 1964: How to Avoid Friendship (nominowany do Oscara)
- 1965:
  - Nudnik #2 (nominowany do Oscara)
  - Drive On, Nudnik
  - Home Sweet Nudnik
- 1966:
  - Alice of Wonderland in Paris – pełnometrażowy film animowany
  - Welcome Nudnik
  - Nudnik on the Roof
  - The Hobbit
  - From Nudnik with Love
  - Who Needs Nudnik??
  - Nudnik on the Beach
  - Good Neighbor Nudnik
  - Zlateh the Goat
  - Terr'ble Tessie
  - I Remember Nudnik
- 1967:
  - Nudnik on a Shoestring
  - Nudnik's Nudnickel
  - Big Sam & Punky
- 1969:
  - Drummer Hoff – krótkometrażowy dokument
  - Obri
  - The Happy Owls
- 1970: Rosie's Walk
- 1971:
  - The Foolish Frog
  - The Dream World
  - A Picture for Harold's Room
- 1972: The Three Robbers
- 1973:
  - Patrick
  - Changes, Changes
  - A Story, a Story
- 1974:
  - The Beast of Monsieur Racine
  - Harold's Fairy Tale
- 1975:
  - Where the Wild Things Are
  - The Swineherd
- 1977:
  - Strega Nona
  - Charlie Needs a Cloak
- 1979: Smile for Auntie
- 1980: Teeny-Tiny and the Witch Woman
- 1981: Moon Man
- 1982: The Hat
- 1984: Why Mosquitoes Buzz in People’s Ears
- 1987: In the Night Kitchen
- 1990:
  - The Pigs' Wedding
  - The Emperor's New Clothes
- 1991:
  - Wings: A Tale of Two Chickens
  - The Nudnik Show – animowany serial TV
- 1992: Dick Bruna – animowany serial TV
- 1992-2002: ToonHeads – dokumentalny serial (8 odcinków) nt. znanych animacji TV
- 1993: Sylvester and the Magic Pebble
- 2003: Bark, George – animowany krótkometrażowy film video
- 2005:
  - Cartoon Alley – dokumentalny serial (1 odcinek) nt. znanych animacji TV
  - Diary of a Worm
  - I Lost My Bear
- 2006:
  - Emily's First 100 Days of School – animowany krótkometrażowy film video
  - Diary of a Spider – animowany krótkometrażowy film video

## Wybrane nagrody
- 1997: Nagroda specjalna na festiwalu Biennale Animacji Bratysława (BAB): Prix Klingsor[4]
- 2003: Annie Awards: Nagroda Winsora McCaya[5][2]